# Riu de Cortiella
El riu de Cortiella és un riu del Baix Camp i del Priorat, que naix sota el coll de Cortiella, que s'obre entre el Puigcerver i la punta del Molló. El riu, que naix sota aquest coll i recorre uns 17 km, és afluent per la banda esquerra, del riu de Siurana on hi arriba prop de Gratallops, després de passar per Porrera. Forma part de la conca de l'Ebre.
El lloc de Cortiella, que dona nom al riu, és un despoblat que formava part de la Comuna del Camp de Tarragona.